# L'Appel du Chibougamau
L’Appel du Chibougamau (sous-titré L'Histoire d'une région minière du Québec) est un roman autobiographique de l’écrivain et prospecteur minier Larry Wilson publié en 1956 aux éditions Thérien Frères Limitée. Il est publié originellement en anglais sous le nom de Chibougamau Venture : The story of a Quebec mining field le 26 novembre 1952. Le livre en français fait l’objet d’une réimpression en 2006, 50 ans après sa publication originale.

## Résumé
Larry Wilson raconte une version quelque peu romancée de son passage à Chibougamau de 1949 à 1952. Comme il le dit lui même : «J’ai contracté comme tous ceux de Chibougamau, la fièvre de l’or.»  Il fait part au lecteur de ses activités de prospection, de ses rencontres et d’événements qui marquent le développement de la région. L'œuvre évoque de nombreux pionniers de la prospection dans le secteur, tels Peter McKenzie, Joseph Obalski, Gabriel Fleury, Joseph Mannzotti, ou Scotty Stevenson. Il fait aussi allusion à des événements marquants du secteur, telle l'Affaire Auguste Lemieux. Le roman se termine en 1952 soit la même année où Chibougamau devient officiellement une municipalité instituée.
Larry Wilson a un souci de garder des traces de l’histoire de la région en mettant à la fin de son livre une liste nommant tous les géologues, ingénieurs miniers et prospecteurs qui ont développé Chibougamau.

## Couverture
La couverture du livre en français est un dessin du Rainbow Lodge, campement que fait construire Larry Wilson en 1950 à la Baie de Bateman où se rencontrent le lac Chibougamau et le lac aux Dorés.

## Chapitres
Le livre se compose de cinq chapitres :
1. L'Appel du Chibougamau
2. La Maison de Louis Hémond
3. Rainbow Lodge
4. L'Épopée de l’Ungava
5. Le Vieux Moulin